# Oğuzhan Kazancı
Oğuzhan Kazancı (Bergen op Zoom, 3 maart 1994) is een Nederlands-Turks voetballer die als verdediger speelt.

## Carrière
Oğuzhan Kazancı speelde in de jeugd van NAC Breda, waar hij op 29 april 2016 zijn debuut in het betaald voetbal maakte. Dit gebeurde in de met 4-1 verloren uitwedstrijd tegen Go Ahead Eagles, waar hij na 86 minuten in het veld kwam voor Donny Gorter. In de zomer van 2016 vertrok hij transfervrij naar Tepecik Belediyespor, dat uitkomt op het Turkse derde niveau. In januari 2017 ging hij naar Kahramanmaraşspor. Nadat hij een seizoen in de spits bij Victoria '03 gespeeld had, sloot hij medio 2018 aan bij VV Dongen waar hij weer als linksback ging spelen.

### Statistieken
| Seizoen                        | Club                 | Land           | Competitie     | Competitie | Competitie | Beker | Beker | Totaal | Totaal |
| Seizoen                        | Club                 | Land           | Competitie     | Wed.       | Dlp.       | Wed.  | Dlp.  | Wed.   | Dlp.   |
| ------------------------------ | -------------------- | -------------- | -------------- | ---------- | ---------- | ----- | ----- | ------ | ------ |
| 2015/16                        | NAC Breda            | Nederland      | Eerste divisie | 1          | 0          | 0     | 0     | 1      | 0      |
| 2016/17                        | Tepecik Belediyespor | Turkije        | 2. Lig         | 0          | 0          | 0     | 0     | 0      | 0      |
| Carrièretotaal                 | Carrièretotaal       | Carrièretotaal | Carrièretotaal | 1          | 0          | 0     | 0     | 1      | 0      |
| Bijgewerkt op 14 februari 2019 |                      |                |                |            |            |       |       |        |        |